# ОШ „Филип Филиповић” Београд
Основна школа „Филип Филиповић” се налази на територији општине Вождовац, једној од општини града Београда. Школа носи име по југословенском политичару и револуционару, Филипу Филиповићу.

## Историјат
Саграђена је 1959. године и од тада се у њој одвија настава.

## О школи
Школа се налази преко пута Бањичке шуме и Спортског центра „Бањица”. Припада територији општине Вождовац.
Школу похађа око 734 ученика насеља Бањица, Горњи Вождовац, Кумодраж,  а има их и из Јајинаца. Већина ученика долази пешке, али има и оних који користе превоз.
У згради на простору од 3.812 m² има 18 учионица и кабинета, а посебно су опремљени кабинети за информатику, биологију, историју, физику, географију, ликовно, музичко, техничко образовање и српски језик. Образовно-васпитни процес у школи реализује 17 наставника разредне и 30 наставника предметне наставе, педагог, библиотекар и медијатекар.
Школа располаже са салом за физичко и отвореним теренима намењеним за извођење наставе физичког васпитања. Оно што ову школу издваја од осталих је школска радио станица, у чији рад су укључени и ђаци школе. У склопу ваннаставних активности, организован је рад чак 30 секција, а активне су и 4 дечје организације.